# ماریو وازکوئز
ماریو وازکوئز (انگلیسی: Mario Vazquez؛ زادهٔ ۱۵ ژوئن ۱۹۷۷) یک موسیقی‌دان اهل ایالات متحده آمریکا است.